# تونی دیز
تونی دیز (انگلیسی: Tony Dees؛ زادهٔ ۶ اوت ۱۹۶۳) ورزشکار دو و میدانی اهل ایالات متحده آمریکا است.
وی در مسابقات کشوری و بین‌المللی در مجموع برندهٔ ۱ مدال نقره شده‌است.